# Emilio Mitre (metropolitana di Buenos Aires)
Emilio Mitre è una stazione della linea E della metropolitana di Buenos Aires. Si trova sotto il Parco Chacabuco, presso l'intersezione tra l'avenida Eva Perón e calle Emilio Mitre, nel quartiere di Parque Chacabuco.

## Storia
La stazione fu attivata il 7 ottobre 1985. Rimase capolinea temporaneo solo per pochi giorni, ovvero fino a quando la E fu prolungata sino a Varela.

## Interscambi
Nelle vicinanze della stazione effettuano fermata diverse linee di autobus urbani ed interurbani.
- Fermata autobus

## Servizi
La stazione dispone di:
- Biglietteria a sportello
- Biglietteria automatica